# Sjaerdemapark
Het Sjaerdemapark is een stadspark in Franeker in de Nederlandse provincie Friesland.
Het stadspark is aangelegd in 1956-'58 . De hoofdingang aan de Harlingerweg bevindt zich aan de zuidzijde van het park. De oostzijde van het park wordt begrensd door de Pier Wensemiusstraat, de westzijde door de Algemene Begraafplaats en de noordzijde door de Parklaan. Het park is genoemd naar de stichters van het verdwenen Sjaerdemaslot dat aan de noordoostzijde van het park stond op de plaats van het Sjûkelân.
De volière (van 1959 tot en met 1993 eigendom van de gemeente) werd wegens de slechte staat afgebroken. In 1995 werd de stichting Stadsvolière opgericht om het te herbouwen. In 2017 was er weer een opknapbeurt. In 2014 is het oude zwanenhuis in de vijver naar het ontwerp uit 1958 herbouwd.
Op 17 juni 2016 is het park heropend na een opknapbeurt (€ 368.000). Kunstenaar Bob van der Werff maakte het beeld Renate van het hout van een in 2013 omgewaaide kastanjeboom.

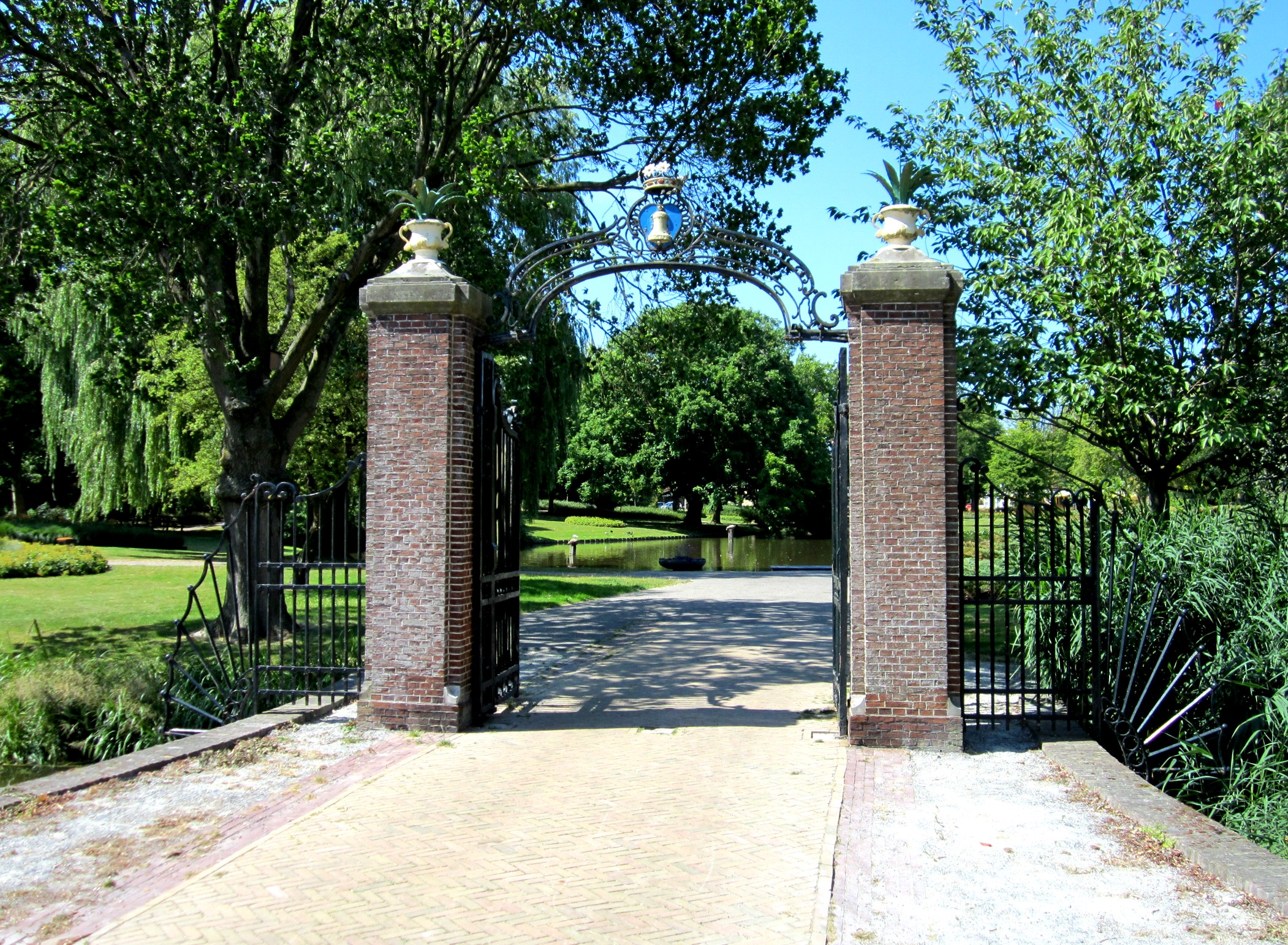
Entree park
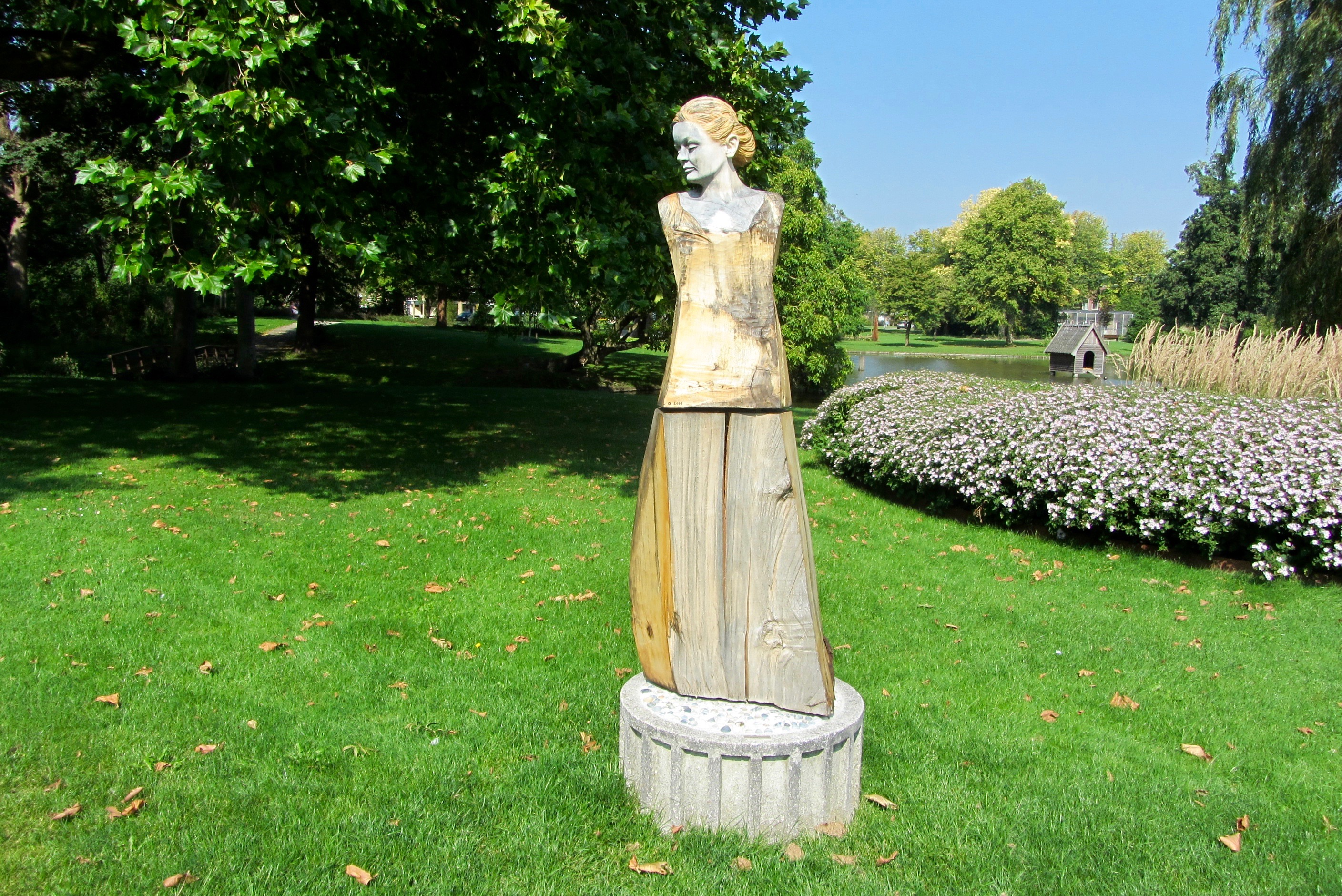
Beeld Renate